# Wolfgang Wenzel
Wolfgang Wenzel (Sonneberg, 4 ottobre 1929 – Rödental, 12 febbraio 2021) è stato un astronomo tedesco.
Il Minor Planet Center gli accredita la scoperta dell'asteroide 3815 König effettuata il 15 aprile 1959 in collaborazione con Arthur König e Gerhard Jackisch.
Gli è stato dedicato l'asteroide 58607 Wenzel.